# Bridgend (West Lothian)
Bridgend, schottisch-gälisch: Ceann na Drochaid, ist eine Ortschaft im Norden der schottischen Council Area West Lothian beziehungsweise in der traditionellen Grafschaft Linlithgowshire. Sie liegt rund vier Kilometer südöstlich von Linlithgow und sechs Kilometer nördlich von Livingston.

## Geschichte
Südwestlich von Bridgend wurde im 16. oder 17. Jahrhundert das Tower House Ochiltree Castle erbaut. Nordwestlich entstand 1851 die Villa Champfleurie House. R. H. J. Stewart von Champfleurie House ließ 1873 die Kingscavil Cottages, eine Wohnstatt mit Schulgebäude erbauen.
Die Ortschaft entwickelte sich mit der Errichtung der Champfleurie Oil Works durch die Linlithgow Oil Company in den 1880er Jahren. Nach rund 25 Jahren schloss der Betrieb jedoch wieder und einige Jahrzehnte später wurden die Arbeiterwohnungen großteils abgebrochen. 1999 eröffnete der Bridgend & District Golf Club auf dem Gelände.
Lebten 1971 noch 1039 Personen in Bridgend, so wurden im Rahmen der Zensuserhebung 2011 nur noch 772 Einwohner gezählt.

## Verkehr
Bridgend ist nur über Nebenstraßen an das Straßennetz angeschlossen. Im Radius von fünf Kilometern sind jedoch die A89 (Glasgow–Newbridge), die A803 (Linlithgow–Champany), die A899 (Dechmont–Broxburn) und die A904 (Falkirk–South Queensferry) erreichbar. Die M8 verläuft wenige Kilometer südlich, die M9 zwei Kilometer nördlich. Mit dem Flughafen Edinburgh befindet sich ein internationaler Verkehrsflughafen rund zehn Kilometer östlich.